# Atractus emigdioi
Atractus emigdioi este o specie de șerpi din genul Atractus, familia Colubridae, descrisă de Gonzales-sponga 1971. Conform Catalogue of Life specia Atractus emigdioi nu are subspecii cunoscute.